# Архивольт

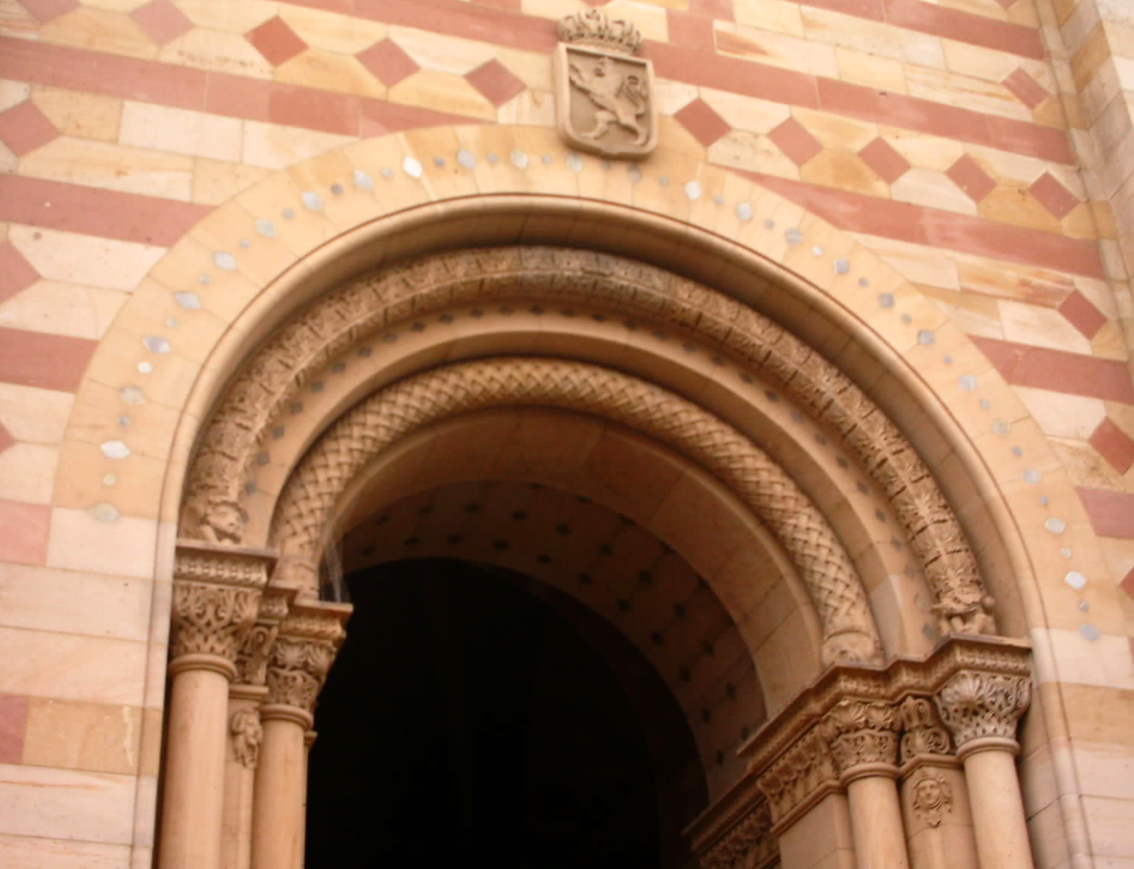
Архивольты

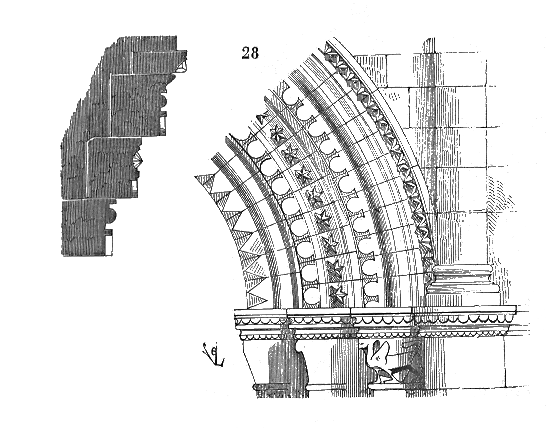
Разрез архивольта из «Архитектурного словаря» (1856)

Архиво́льт (итал.  archivolto, лат. arcus volutus — «обрамляющая дуга») — наружное обрамление арочного проёма, выделяющее дугу арки из плоскости стены. Как и горизонтальные тяги, карнизы, киматии, архивольт имеет определённый профиль (в архитектуре именуется: облом) и является важным средством  тектонической организации фасада здания. Плоскость стены между архивольтом и находящимся над ним карнизом или тягой, сандриком, а также между соседними архивольтами в аркаде, называется антрвольтом.